# Договор о взаимной обороне (США — Великобритания)
Договор о взаимной обороне между Соединёнными Штатами Америки и Великобританией (англ. UK–US Mutual Defense Agreement) — договор, подписанный США и Великобританией в 1958 году с целью расширения и углубления американско-британского военного сотрудничества в ядерной области. Договор предусматривает совместные работы по созданию и модернизации ядерных боеприпасов, средств их доставки, ядерных реакторов военного назначения, взаимное предоставление и передачу ракетных технологий. Договор предполагает подготовку разведчиков и научных специалистов.
В 1959 году было написано дополнение к соглашению, в котором Великобритания должна передать США компоненты для ядерного оружия.
Соглашение неоднократно продлевалось на сроки 5 и 10 лет. В 2014 году договор был продлён до 2024 года.